# Wintersheim
Wintersheim ist eine Ortsgemeinde im Landkreis Mainz-Bingen in Rheinland-Pfalz. Sie gehört der Verbandsgemeinde Rhein-Selz an, die ihren Verwaltungssitz in der Stadt Oppenheim hat.

## Geographische Lage
Wintersheim liegt in Rheinhessen zwischen Mainz und Worms.
Nachbarorte von Wintersheim sind die Ortsgemeinden Eimsheim im Norden, Alsheim im Osten, Dorn-Dürkheim im Südwesten und Hillesheim im Westen.

## Geschichte

### 8. Jahrhundert
Erstmals wurde Wintersheim 766 im Lorscher Codex erwähnt.  Am 17. Juni 766 schenkte ein Hairdin dem Kloster Lorsch einen Weinberg mit einem Ertrag von 4 Ohm (Maß 160 Liter) Wein. In den nächsten Jahren folgten zahlreiche weitere Schenkungen an das Kloster, u. a. Weinberge. Der Weinbau muss demnach in der Wintersheimer Gemarkung des 8. Jahrhunderts eine bedeutende Rolle gespielt haben.

### 15. bis 18. Jahrhundert
Im Jahr 1467 starb Landgraf Hesso von Leiningen-Dagsburg. Sein Besitz fiel an seine Schwester Margarethe von Leiningen-Westerburg. Dagegen erhoben ihre Brüder von Leiningen-Hartenburg heftigen Widerstand. Margarethe musste den Kurfürsten Friedrich I. von der Pfalz zu Hilfe rufen. Sie versprach dem Pfälzer für seine erfolgreiche Unterstützung in einem Teilungsvertrag von 1471 die Hälfte der umstrittenen 19 Dörfer. Nach Margarethes Tod verkaufte ihr Sohn Reinhard I. von Leiningen 1481 einen Teil der infrage stehenden Dörfer an den Kurfürsten Philipp den Aufrechten. Unter den verkauften Dörfern war auch Wintersheim, das somit pfälzisch geworden war. Wintersheim erhält 1589 eine Gerichts- und Dorfordnung (Weistum). Sie liegt im Hessischen Staatsarchiv Darmstadt in der Sammlung „Weistümer“ unter der Nummer 118. Im Rahmen der Koalitionskriege erfolgt ein erster Einfall der französischen Revolutionstruppen. Das Ende der kurpfälzischen Herrschaft kommt nach 1796. Wintersheim wird dem Kanton Oppenheim zugeteilt.

### 19. Jahrhundert
Wintersheim, Eimsheim und Dolgesheim werden 1801 als unterste französische Verwaltungseinheit zusammengefasst und erhalten eine gemeinsame Mairie (Bürgermeisterei). Mit Verabschiedung der Deutschen Bundesakte kommt Wintersheim 1816 mit der 3. Provinz, später als Provinz Rheinhessen bezeichnet, zum Großherzogtum Hessen(-Darmstadt). Samuel Dettweiler wird 1836 erster Bürgermeister von Wintersheim. Die Gründung der Spar- und Darlehenskasse Dorn-Dürkheim-Wintersheim erfolgte 1872. Die Gründung des Konsumvereines erfolgte 1873, 1875 erfolgte die Gründung des Gesangvereins „Einigkeit“.

### 20. Jahrhundert

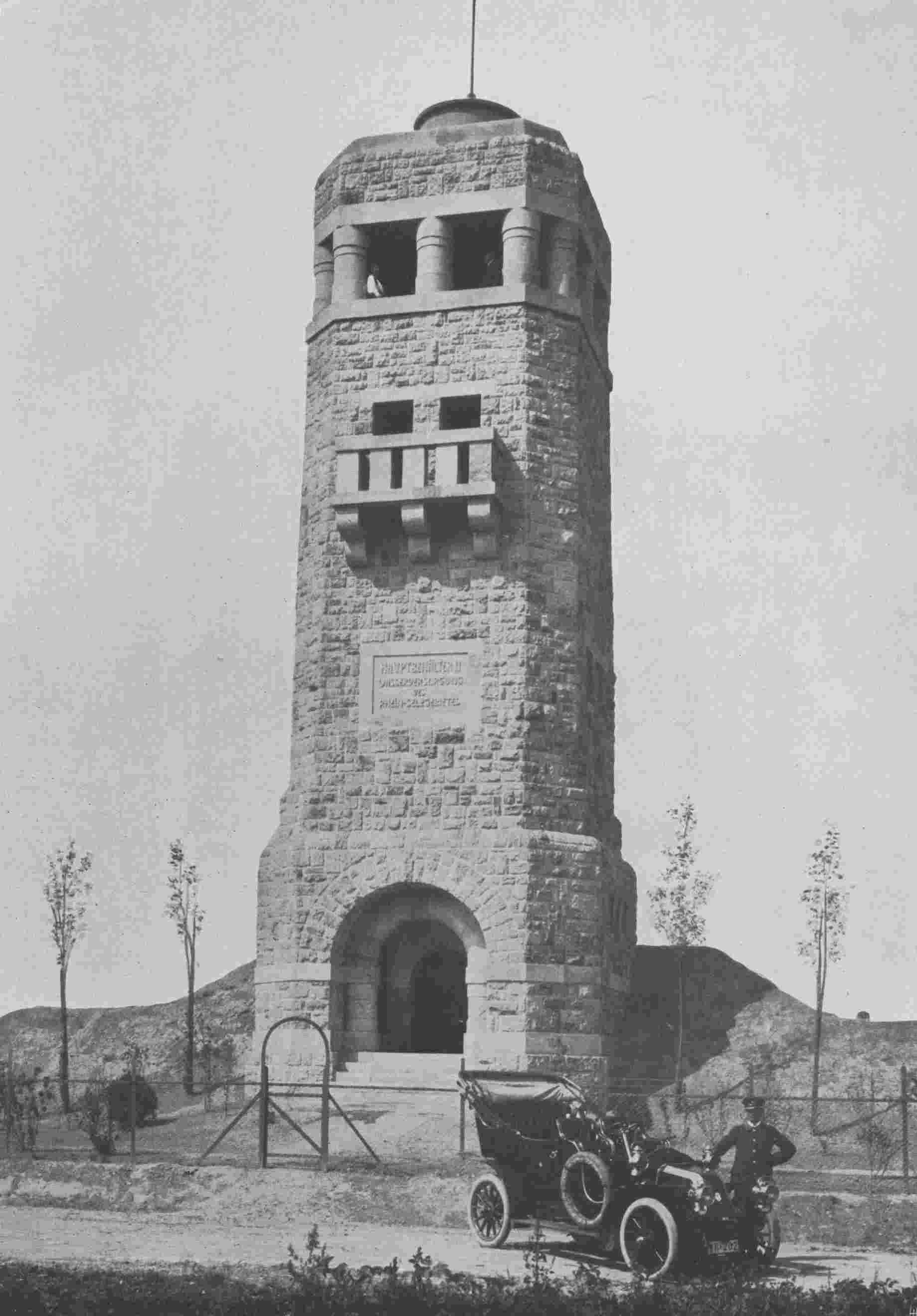
Hochbehälter Wintersheim (1907)

- 1906 Bau der Wasserleitung und des Hochbehälters Wintersheim
- 1913 Anschluss an die Stromversorgung
- 1926 Gründung des Turnvereins
- 1954–1958 Flurbereinigung
- 1972 Zuordnung zur Verbandsgemeinde Guntersblum
- 1976 Bekommt Wintersheim ein eigenes Dorfgemeinschaftshaus
- 1988 Kanal- und Straßenbau
- 1989 Renovierung des Rathauses (erbaut 1829)

Von 1972 bis 2014 gehörte Wintersheim der Verbandsgemeinde Guntersblum und seit dem 1. Juli 2014 der Verbandsgemeinde Rhein-Selz an.

## Politik

### Gemeinderat
Der Gemeinderat in Wintersheim besteht aus sechs Ratsmitgliedern, die bei der Kommunalwahl am 9. Juni 2024 in einer Mehrheitswahl gewählt wurden, und dem ehrenamtlichen Ortsbürgermeister als Vorsitzendem.

### Ortsbürgermeister
Thomas Bischmann wurde im Herbst 2017 Ortsbürgermeister von Wintersheim. Bei der Direktwahl am 26. Mai 2019 wurde er mit einem Stimmenanteil von 73,48 % in seinem Amt bestätigt. Im Vorfeld der Direktwahl am 9. Juni 2024 erklärte er, nicht wieder antreten zu wollen. Es wurde auch kein anderer Wahlvorschlag eingereicht. Die Neuwahl eines Bürgermeisters erfolgt daher gemäß rheinland-pfälzischer Gemeindeordnung durch den Rat der Gemeinde. Auf seiner konstituierenden Sitzung am 3. Juli 2024 konnte allerdings kein Kandidat vorgeschlagen werden. Daher führte der bisherige Ortsbürgermeister Thomas Bischmann die Amtsgeschäfte zunächst kommissarisch weiter, bis Ende Februar 2025 mit der bisherigen Beigeordneten Christa Jung eine neue Ortsbürgermeisterin ohne Gegenstimme vom Gemeinderat gewählt wurde.
Bischmanns Vorgänger Markus Keller hatte das Amt 2017 aus gesundheitlichen Gründen niedergelegt.

### Wappen
| Wappen von Wintersheim | Blasonierung: „In Blau vier schräggekreuzte silberne Windmühlenflügel.“ |
| Wappen von Wintersheim |                                                                         |

## Kultur und Sehenswürdigkeiten

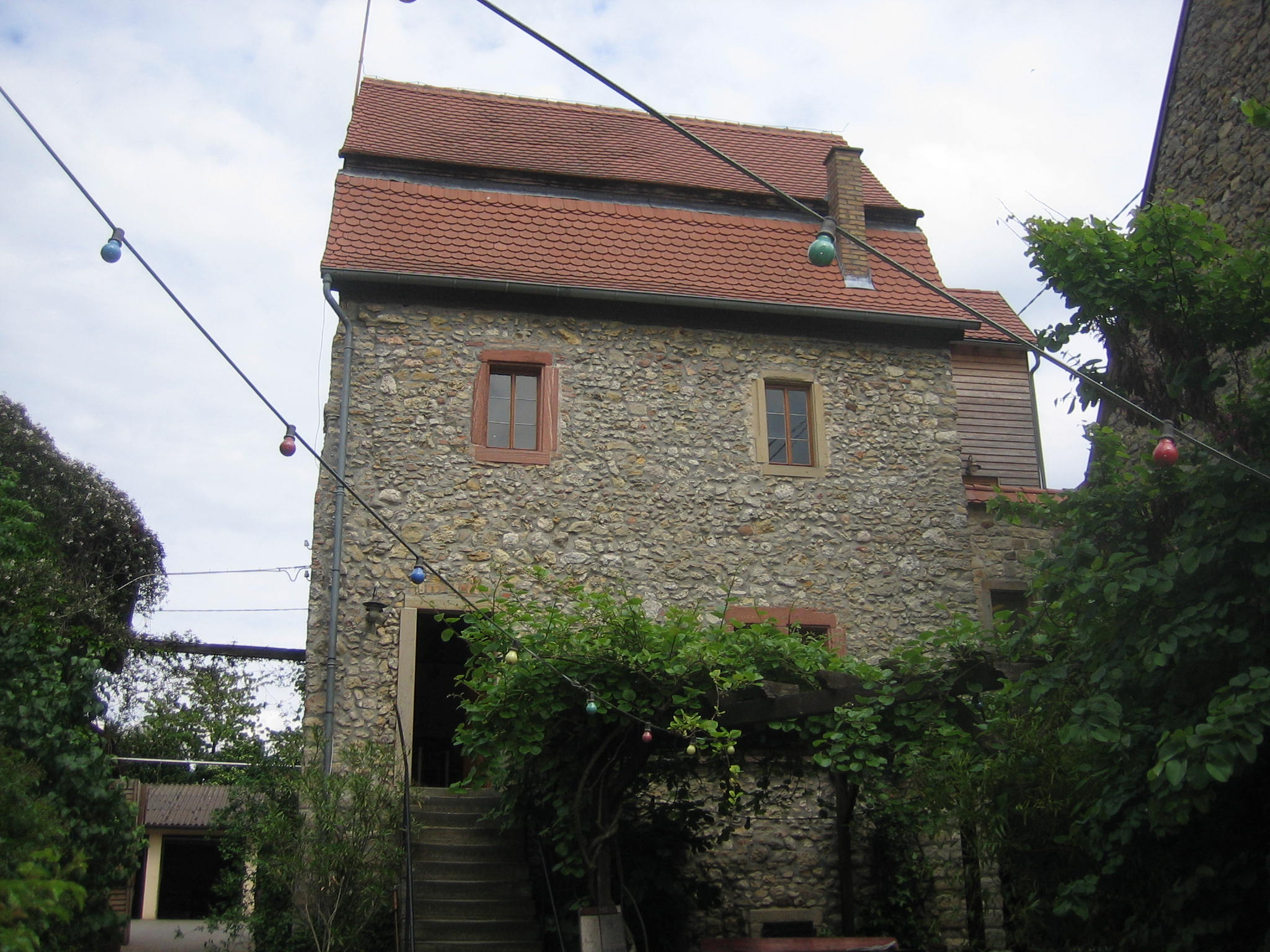
Wohnturm im Weingut Dätwyl

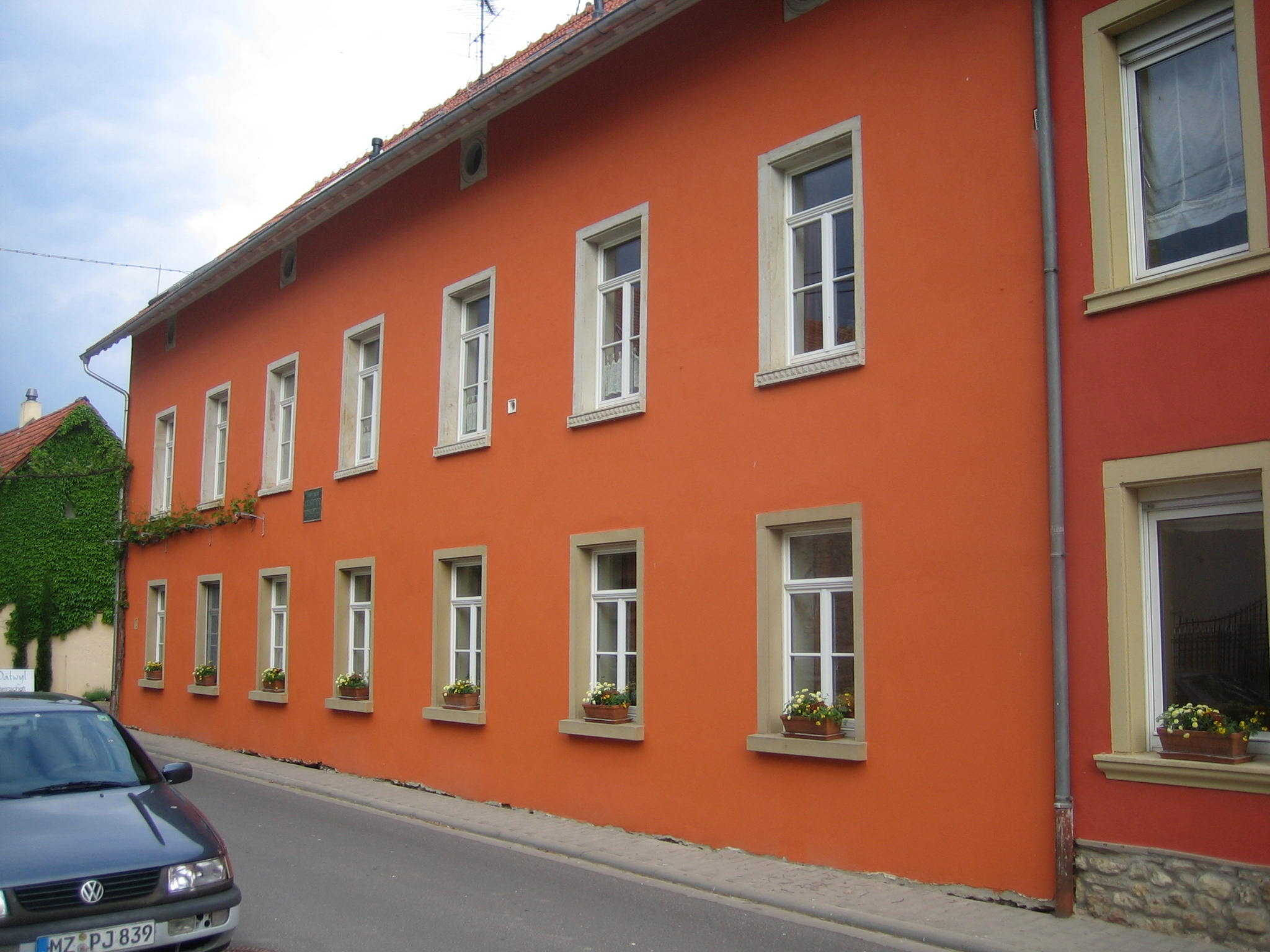
Geburtshaus von Christian Dettweiler, Pionier der deutschen Ziegenzucht

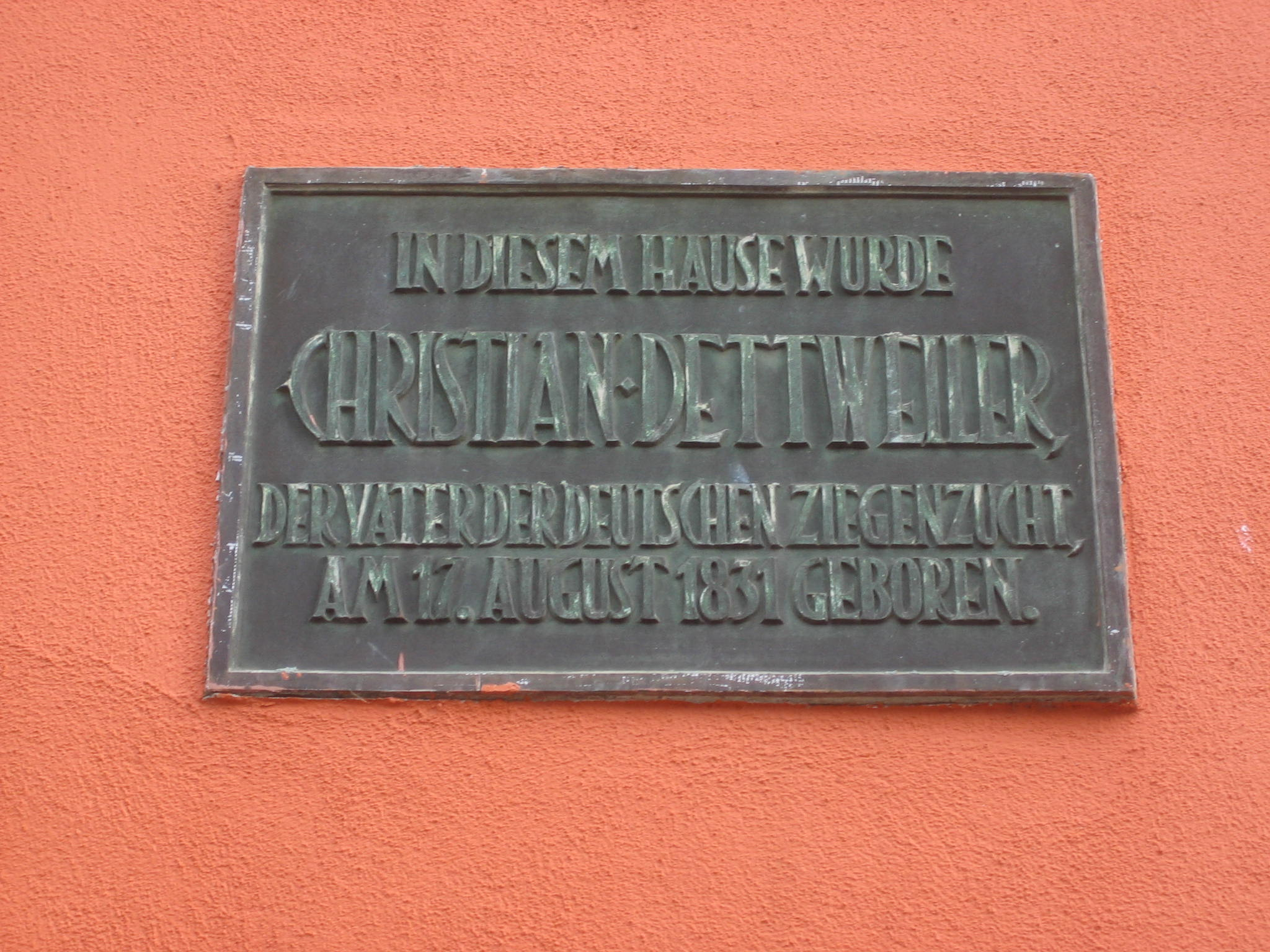
Plakette am Haus

### Bauwerke
Ein ehemaliger spätmittelalterlicher Wohnturm aus Bruchsteinmauerwerk stammt aus dem 15. Jahrhundert; im 18. Jahrhundert wurde er umgebaut und mit Mansarddach versehen. Der dazugehörige Keller datiert von 1754. Das Ensemble steht im Weingut Dätwyl und wird heute noch für den dortigen Gutsausschank genutzt.
Das ehemalige Schlossgut der Freiherren von Frayss ist ein Vierseithof. Das Herrenhaus unter Mansardwalmdach stammt im Kern von 1618 (Portal); in der ersten Hälfte 18. Jahrhundert wurde es barockisierend überformt. Ein ummauerter Garten schließt sich an.
Eine Hofanlage, die ein Kleinhaus mit Schildgiebeln um 1600 samt Nebengebäude umfasst steht in der Seilenbachgasse 2. Das Rathaus befindet sich in einer ehemaligen Schule von 1829. Sie ist als spätklassizistischer Putzbau mit Dachreitern ausgeführt. Rheinhessische Weingewölbe, d. h. ein über Säulen gewölbter Viehstall aus der Mitte des 19. Jahrhunderts findet sich in der Eimsheimer Straße 11.
Die Evangelische Kirche wurde 1896 bis 1897 von August Ermel, Worms, errichtet. Es handelt sich um einen neugotischen Saalbau aus Hausteinen mit dreiseitigem Schluss und Walmdach mit Dachreiter.
Siehe auch: Liste der Kulturdenkmäler in Wintersheim

### Regelmäßige Veranstaltungen
- Der Wintersheimer Weinwandertag ist mittlerweile ein fester Bestandteil der Kerwe im September. Der Weinwandertag findet seit einigen Jahren nicht mehr statt.
- Es werden fachkundige Führungen durch die Winzer angeboten.

## Verkehr
Wintersheim wird von den Kreisstraßen K 41 und K 42 an das Straßennetz angeschlossen. Südlich des Ortes verläuft die Landesstraße 438.

## Persönlichkeiten

### Söhne und Töchter der Gemeinde
- Christian Dettweiler (* 17. August 1831), Landwirt und Vater der deutschen Ziegenzucht
- Peter Dettweiler (1837–1904), deutscher Lungenfacharzt und Sanatoriumsleiter
- Peter Dettweiler (1856–1907), Altphilologe
- Christina Huxel, Rheinhessische Weinkönigin 1992/1993

### Personen in Verbindung mit Wintersheim
- Annika Weigel-Strebel (* 1987), Rheinhessische Weinkönigin 2010/2011[12] und Deutsche Weinkönigin 2011/2012